# Rose Marie (Schauspielerin)

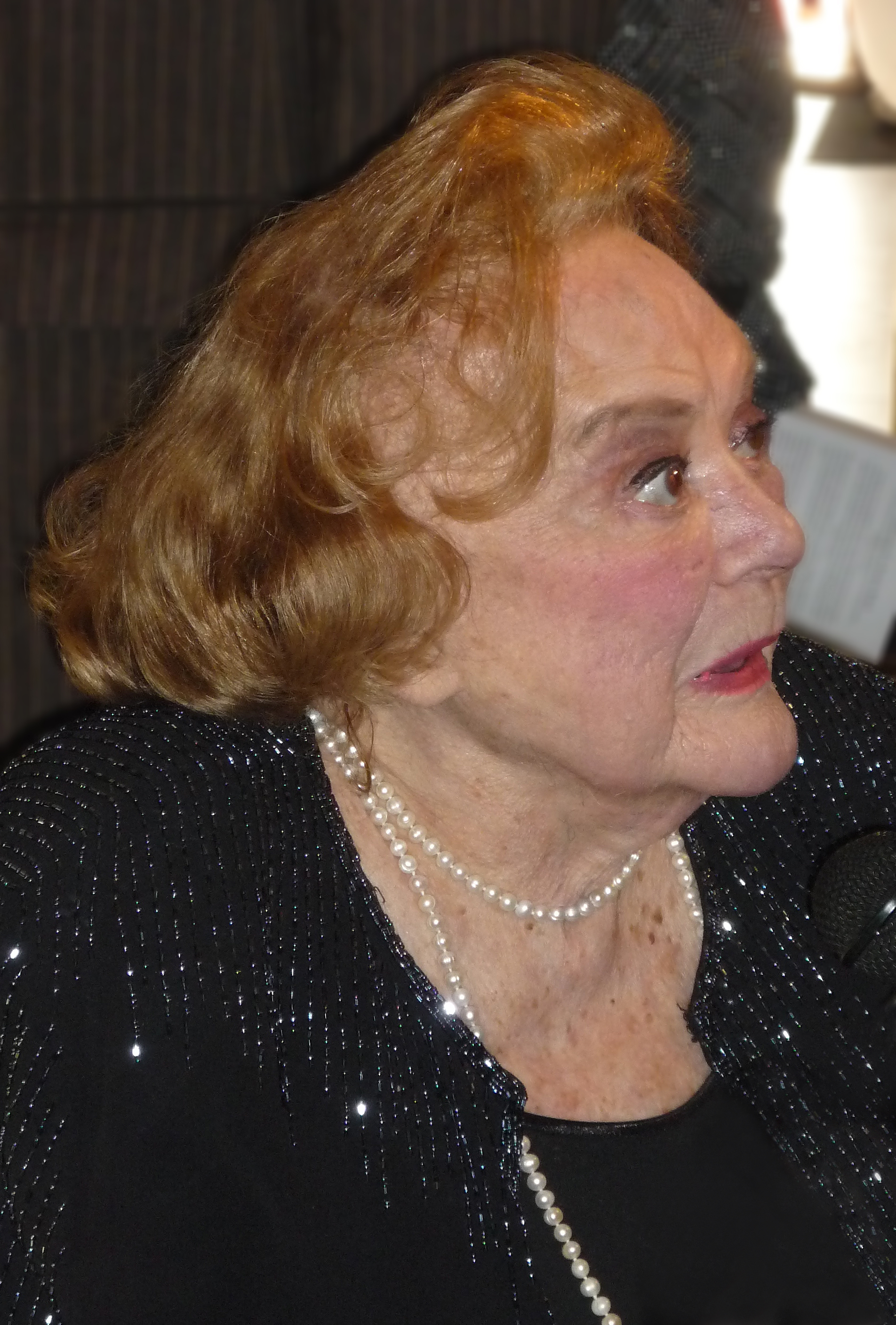
Rose Marie (2010)

Rose Marie Mazetta (* 15. August 1923 in New York City; † 28. Dezember 2017 in Van Nuys, Kalifornien) war eine US-amerikanische Komikerin, Sängerin und Schauspielerin. Die Showkarriere der Darstellerin, die als Kinderstar unter dem Namen Baby Rose Marie begann, dauerte bei den Medien Radio, Fernsehen, Film und Theater von 1926 bis 2015.

## Leben
Rose Marie Mazetta wurde als Tochter des italienischstämmigen Frank Mazetta und der polnischstämmigen Stella Gluszcak in New York City geboren. Bereits im Alter von drei Jahren stand sie auf der Bühne. Mit fünf Jahren hatte sie auf NBC Radio eine eigene Radioshow und nahm Schallplatten auf. Ihre Aufnahme des Songs Say That You Were Teasing Me entwickelte sich 1932 zu einem Hit. Sie drehte mit Sea Sore (1933) und Flippen’s Frolics (1936) ihre ersten beiden Kurzfilme unter ihrem Pseudonym Baby Rose Marie. In der Komödie International House spielte sie 1933 an der Seite von W. C. Fields und George Burns.
Im Erwachsenenalter konnte sie ihre Karriere bei Theater, Radio und Fernsehen erfolgreich fortsetzen. Sie trat mit Künstlern wie Jimmy Durante, Milton Berle, Edgar Bergen, Dick Powell und Rudy Vallée in Bühnenshows und Nachtclubs auf. Am Broadway erzielte sie 1951 neben Phil Silvers in der Komödie Top Banana einen großen Erfolg, auch in der Verfilmung des Stücks von 1954 war sie zu sehen. In den 1960er-Jahren wurde sie zu einer bekannten Fernsehschauspielerin: Sie spielte zwischen 1961 und 1966 die Rolle der scharfzüngigen und selbstbewussten Gagwriterin Sally Rogers in der The Dick Van Dyke Show, später war sie von 1968 bis 1971 regelmäßig in der Fernsehshow von Doris Day zu sehen. Rose Marie trat bis in das neue Jahrtausend als Schauspielerin auf, unter anderem war sie im Horrorfilm Shriek – Schrei, wenn du weißt, was ich letzten Freitag, den 13. getan habe (2001) zu sehen.
Die Schauspielerin war von 1946 bis zu dessen Tod 1964 mit dem Trompeter Bobby Guy verheiratet; das Paar hatte eine gemeinsame Tochter. Mit Hold the Roses erschien 2003 ihre Autobiografie. Rose Marie starb im Dezember 2017 im Alter von 94 Jahren.

## Filmografie (Auswahl)

### Film
- 1933: International House
- 1934: Sea Sore (Kurzfilm)
- 1936: Flippen’s Frolics (Kurzfilm)
- 1954: Top Banana
- 1958: Das ist Musik (The Big Beat)
- 1966: Immer wenn er Dollars roch (Dead Heat on a Merry-Go-Round)
- 1981: Hamburger Girls (Lunch Wagon)
- 1985: Der Schrecken der London Bridge (Bridge Across Time, Fernsehfilm)
- 1986: Witchboard – Die Hexenfalle (Witchboard)
- 1995: Cagney & Lacey: Der Tote im Park (Cagney & Lacey: Together Again, Fernsehfilm)
- 1998: Psycho (Sprechrolle)
- 1999: Get The Dog – Verrückt nach Liebe (Lost & Found)
- 2001: Shriek – Schrei, wenn du weißt, was ich letzten Freitag, den 13. getan habe (Shriek If You Know What I Did Last Friday the Thirteenth)

### Serie
- 1957: Rauchende Colts (Gunsmoke, eine Folge)
- 1958: Dezernat M (M Squad, eine Folge)
- 1958–1959: Alle lieben Bob (The Bob Cummings Show, 10 Folgen)
- 1960–1961: My Sister Eileen (24 Folgen)
- 1961–1966: The Dick Van Dyke Show (134 Folgen)
- 1967: Die Leute von der Shiloh Ranch (The Virginian, eine Folge)
- 1968: Meine drei Söhne (My Three Sons, eine Folge)
- 1969–1971: Doris Day in... (The Doris Day Show, 42 Folgen)
- 1972/1973: Adam-12 (zwei Folgen)
- 1975: Kojak – Einsatz in Manhattan (Kojak, eine Folge)
- 1975: Get Christie Love! (Fernsehserie, eine Folge)
- 1975: Die knallharten Fünf (S.W.A.T., fünf Folgen)
- 1980: CHiPs (eine Folge)
- 1985: Cagney & Lacey (eine Folge)
- 1978–1984: Love Boat (The Love Boat, vier Folgen)
- 1986: Remington Steele (Fernsehserie, eine Folge)
- 1990/1991: Murphy Brown (zwei Folgen)
- 1996/1997: Caroline in the City (zwei Folgen)
- 1997: Susan (Suddenly Susan, eine Folge)
- 2001: Allein unter Nachbarn (The Hughleys, eine Folge)
- 2003: Die Welt und Andy Richter (Andy Richter Controls the Universe, eine Folge)
- 2008–2015: The Garfield Show (sechs Folgen, Sprechrolle)